# 馮少先
馮少先（1939年12月—），男，黑龙江海伦人，中國月琴演奏家，一级演员，黑龍江省歌舞劇院民族管弦樂團藝術指導，享受国务院政府特殊津贴专家。

## 生平
1953年考進海倫縣評劇團，學會評劇主弦（評劇大弦），由於此團大部份時間演京劇，所以亦學會傳統京劇樂器，包括京胡、京二胡、京劇三弦、京劇月琴、嗩吶、笛、京劇打擊樂。
1957年考進哈爾濱市歌舞團（現黑龍江省歌舞劇院），學習和演奏現代化中樂，1958年到哈爾濱藝術學院師從張季讓進修胡琴，期間增加京劇月琴的品，改為可奏十二平均律、音域為4個八度的現代月琴。1959年，升任樂團首席。

## 作品
曾與多位作曲家合作，創作多首月琴協奏曲和月琴獨奏曲，並首演多首樂曲，包括劉錫津創作的月琴組曲《北方民族生活素描》、《鐵人之歌月琴協奏曲》；三弦、板胡、月琴、打擊樂組曲《滿族組曲》和隋利軍創作的《皮黃印象京胡協奏曲》、三弦彈唱《黑土歌》等作品。

## 家庭
子冯满天。